# Ferrazzano
Ferrazzano – miejscowość i gmina we Włoszech, w regionie Molise, w prowincji Campobasso.
Według danych na rok 2004 gminę zamieszkiwało 3170 osób, 198,1 os./km².